# L'Ombre Jaune
Cet article concerne le roman. Pour le personnage de fiction, voir Ombre Jaune.
L’Ombre Jaune est le nom du 35e roman de la série Bob Morane écrit par Henri Vernes et publié en 1959 par les éditions Gérard et Cie dans la collection Marabout Junior (n°150).

## Résumé
Bob Morane recherche un mystérieux criminel surnommé L'Ombre Jaune et finit par découvrir qu'il s'agit de monsieur Ming, qu'il connaît déjà depuis La Couronne de Golconde.

## Personnages
- Bob Morane
- Bill Ballantine : ami de Bob Morane et son compagnon d'aventure depuis les débuts.
- M. Ming : il s'agit de la deuxième rencontre de Morane avec le terrible Mongol.
- Tania Orloff : nièce de l'Ombre Jaune.
- Archibald Baywatter : chef de Scotland Yard.
- Thaddeus Morton : chef de police dans la City.
- McReady : policier londonien. Ascendance écossaise.
- Wilkins : policier londonien.
- Lord Eastcomb : lui et quatre autres Britanniques sont victimes du terrorisme de l'Ombre Jaune.
- Jack Star : ancien compagnon de Bob Morane dans la Royal Air Force. Après la guerre, il fait du trafic de statuettes anciennes en Birmanie et découvre l'une des bases secrètes de M. Ming. Celui-ci le condamne à mort mais il est sauvé par Morane.
- Madame Mô : voyante à Londres complice de l'Ombre Jaune. Elle est chargée de distribuer le Masque sacré du Tibet.
- Tsin-Le : antiquaire dans Limehouse. Complice de l'Ombre Jaune.
- Ma-Ling : trafiquant d'opium. Homme de main de l'Ombre Jaune.
- Yen : garde du corps de M. Ming.